# パトリック・ジェロラ
パトリック・ジェロラ（Patrick Gerola、1959年6月28日生まれ）は、ベルギー・ブリュッセル出身の現代美術家、舞台美術家。
1983年より日本を拠点に活動し、絵画、彫刻、舞台美術など多岐にわたる創作を行っている。彼の作品は、ヨーロッパと日本の文化を融合させた独自の色彩と構成で知られている。

## 経歴
ブリュッセルのマロール地区で生まれ育ち、画家で詩人の母イレーヌの影響を受けて幼少期から芸術に親しむ。ブリュッセル王立美術アカデミーでマリアンヌ・ドックに師事し、絵画と建築を学ぶ。1981年からは、モーリス・ベジャール主宰の舞踊学校「ムドラ」にて、振付家ミシャ・ヴァン・ウック率いるバレエ団「ランサンブル」の舞台美術を担当。この経験が、彼の色彩感覚や空間構成、動きの表現に大きな影響を与えた。
1983年に来日し、日本の自然や伝統文化に魅了されて活動の拠点を日本に移す。以降、絵画や彫刻、舞台美術、テキスタイルアートなど多岐にわたる創作活動を展開している。

## 作風と技法
ジェロラは、独自の「アル・フレスコ」技法を用いて作品を制作する。これは、純粋な顔料に少量の樹脂を混ぜた自作の絵具を使用するもので、作品に透明感と明るさをもたらす。また、日本画で使用される天然岩絵具「岩絵具」を取り入れ、色彩に宝石のような輝きを与えている。彼の作品は、音楽とともに制作されることが多く、筆の動きが舞踊のようにリズミカルであることが特徴である。
作品のテーマは、自然、光、音、夢、記憶など多岐にわたり、抽象と具象の間を行き来する表現が特徴である。また、ベルギーの象徴である「マネケン・ピス」を高さ2.2メートルの彫刻作品として再解釈し、絵画と融合させた作品も制作している。

## 主な展覧会
- 2005年：メルシャン軽井沢美術館（長野県）にて個展を開催。
- 2016年：池田20世紀美術館（静岡県）にて個展を開催。
- 2017年：上海アートフェアに出展。
- 2019年：国立新美術館（東京）、東京都美術館（東京）にて展覧会を開催。

## 公的コレクション
- 池田20世紀美術館（静岡県）
- 在日ベルギー王国大使館（東京）
- ベルギー王国政府（ブリュッセル）
- 全日本空輸（ANA）

## 私生活
日本人の歌手であるtomomiと結婚し、音楽ユニット「ジャポニダ（JAPONIDA）」を結成。共にアルバム制作や舞台公演を行っている。また、鎌倉と東京にアトリエを構え、創作活動を続けている。